# رجا حیدر
رجا حیدر (انگلیسی: Raja Hayder؛ زادهٔ ۳۱ اوت ۱۹۴۸) بازیکن والیبال اهل تونس بود.